# Origines du football
Pour des articles plus généraux, voir Chronologie et Histoire du football.
Les origines du football recouvrent une période où le jeu de football connaît sa genèse, parfois nébuleuse.
Le présent article détaille les éléments historiques notables antérieurs à 1835.

## Chronologie

### Antiquité
Le berceau du football est l'Angleterre. Il s'est développé au cours du temps en se déplaçant peu à peu vers le Moyen-Orient, au gré de la Route de la soie, et dans les empires antiques. Il s'est finalement déployé en Europe (d'abord en France) environ un millénaire plus tard, au Moyen Âge.
- Les soldats chinois pratiquent un jeu appelé Cuju avec un ballon rond consistant à jongler et effectuer des passes ; pas de buts, pas de vainqueurs, juste un exercice d'entretien physique pour les militaires. Notamment, exercice de passe, il servait beaucoup de divertissement dans les cours de l'empereur, et les camps de soldat dans la Chine Antique. Il existe plus tard la même chose au Japon sous le nom de Kemari' (dont on a des illustrations du XIXe siècle) mais pratiqué par les nobles. Un jeu coréen se jouait aussi chez les nobles de la cour de l'empereur et existe toujours de nos jours (mais aujourd'hui pratiquée par la gent féminine, participantes en robes spéciales) et consistait en ce jeu de passe d'une balle (avant en bambou puis en peau et enfin en tissu) avec les pieds, sorte de jongle ou de gymnastique.
- Les Grecs connaissaient également des jeux de balle au pied : aporrhaxis et phéninde à Athènes et episkyros, notamment à Sparte. Ces jeux autorisaient l'usage de la main.

### Iersiècle
- 40 : le poète romain Martial évoque quatre jeux de balle pratiqués par les Romains : pila paganica, pila trigonalis, follis et harpastum. Le dernier cité est à l'origine du Calcio Florentin, qui autorise l'usage des mains pour porter le ballon. L'harpastum est probablement à l'origine de la soule française puis du football anglais.

### IXesiècle
- L'historien anglais Nennian raconte dans son livre Historia Britonum qu'un groupe de garçons jouait au ballon (pilae ludus)[1]. Ce jeu avait lieu au sud de la Grande-Bretagne.

### XIesiècle
- 1066 : Guillaume le Conquérant prend pied en Angleterre. Introduction probable de la soule française (sans doute normande) outre-Manche.

### XIIesiècle
- 1147 : première mention écrite de la soule en France. Le jeu oppose deux équipes qui se disputent un ballon qu'il faut déposer dans un but. C'était certes viril, très viril même, mais tous les coups n'étaient pas permis, comme on le croit trop souvent[réf. nécessaire]. La soule, qui passe aujourd'hui pour brouillonne et violente, était en fait très codifiée et pas si barbare que les fameuses « lettres de rémission » le laissent entendre. Les cas évoqués par ces sources sont tous, par définition, des affaires judiciaires, avec leurs cohortes de blessés et même de morts donnant, à tort, l'image d'une mêlée ultra violente. Comme le signalent ainsi nombre de plaignants, « ce n'est comme cela qu'on pratique la Soule ».
- 1174 : publication en Angleterre de La Vie de saint Thomas Becket de William Fitzstephen qui mentionne la pratique courante des jeux de ballons outre-Manche (soule / football).

### XIVesiècle
- 13 avril 1314 : le maire de Londres proclame l'interdiction de la pratique du football (soule) « en raison des grands désordres causés dans la Cité ».
- 1331 : le roi d'Angleterre Édouard III interdit la pratique du football (soule) et recommande à ses sujets la pratique exclusive du tir à l'arc.
- 12 juin 1365 : ordonnance du roi d'Angleterre Édouard III qui interdit la pratique du football (soule)... sans grands effets ![réf. nécessaire]

### XVesiècle
- 1409 : premier usage du mot « foteball » en Anglais par le Roi anglais dans une interdiction par le maire de Londres.
- 1414 : un an avant la fameuse bataille d'Azincourt qui marque le triomphe définitif des archers (Anglais) sur la cavalerie lourde formée dans les tournois (Français), le roi d'Angleterre rappelle l'interdiction de la pratique du football (soule) et ordonne à ses sujets de pratiquer le tir à l'arc.
- 1422 : interdiction par les autorités municipales d'Arras, alors sous occupation anglaise, de la pratique de la soule.
- 1440 : Raoul, évêque du Trégor, interdit la pratique de la soule dans son diocèse... Le texte de Raoul précise que ce jeu était pratiqué depuis longtemps en Bretagne.
- Janvier 1491 : première trace d'une partie de Calcio florentin, mais cette version italienne de la soule se pratique depuis au moins plusieurs décennies. Des poèmes évoquent en effet le jeu dès le milieu du XVe siècle.
- Années 1490 : première description d'un match et d'un terrain de football. Le ballon n'était frappé qu'avec le pied (et précisément pas avec la main). À Cawston, en Angleterre.

### XVIesiècle
- 1555 : Oxford interdit la pratique du football (soule) à ses étudiants.
- 1574 : Cambridge interdit la pratique du football (soule) à ses étudiants.
- 1575 : grande partie de Calcio florentin donnée à Lyon en l'honneur d'Henri III.
- 1580 : publication du Traité sur le Calcio florentin de Giovanni De Bardi.
- 1581 : Richard Mulcaster le principal de plusieurs écoles en Angleterre décrit le « foteball » comme jeu de petites équipes d'élèves qui avaient des positions sur le terrain. Il est le premier à décrire un arbitre et même un entraîneur. Mulcuster fournit les premières évidences d'un jeu de football qui a vraiment été dompté. Il raconte les avantages du jeu sur la santé des élèves.
- 1584 : 40 000 spectateurs assistent à la grande partie de Calcio florentin donnée à l'occasion des noces d'Éléonore de Médicis et Vincent Ier Gonzaga.

### XVIIesiècle
- 1607 : proclamation en Italie d'une loi visant au maintien de l'ordre pendant les matches de Calcio florentin : « Tous les spectateurs doivent rester à leur place ; personne ne doit pénétrer sur le terrain de jeu. Les contrevenants doivent être appréhendés et punis d'une amende ».
- 1615 : nouvelle proclamation du maire de Londres rappelant l'interdiction de la pratique du football (soule) dans la ville.
- 1643-1647 : Robert Matthew (qui étudiait au College de Winchester en Angleterre entre 1643 et 1647) décrit plus tard le jeu de football comme « innocent » et « légal ».
- 1676 : Tommaso Rinuccini édite une Mise en garde contre le déclin du calcio regrettant que le jeu n'était plus pratiqué par les jeunes.
- 1686 : Le Parlement de Bretagne rappelle l'interdiction de la pratique de la soule, « ce jeu maudit ».
- 17 février 1689 : Grande partie de Calcio florentin entre une équipe « européenne » et une équipe « asiatique ». Les Européens s'imposent.

### XVIIIesiècle
- 14 mars 1739 : Dernière grande partie de Calcio florentin donnée à l'occasion de la visite à Livourne de Frédéric Ier de Lorraine et de Marie-Thérèse d'Autriche.
- 1747 : Le folk football (football du peuple) est pratiqué en Angleterre dans les Public Schools comme Eton.
- 1749 : Le folk football est pratiqué en Angleterre dans les Public Schools comme Westminster.

### XIXesiècle
- 1831 : Publication en Angleterre de Reminiscences of Eton où un ancien élève du fameux Collège précise que « le football ne peut pas être considéré un sport de gentleman ; après tout, le petit peuple du Yorkshire y joue aussi... ».
- 1835 : Highway Act en Grande-Bretagne qui interdit la pratique du folk football dans les rues.
- 1835 : La pratique de la soule en Bretagne se cantonne désormais au seul Pays de Lorient où des parties ont lieu jusqu'en 1914.

## Naissances
- 1831
  - 15 novembre : Alexander Morten, footballeur anglais. († 24 février 1900).
- 1836
  - 30 mars : Edward Ernest Bowen, footballeur anglais. († 8 avril 1901).
- 1838
  - 1er mai : Francis Marindin, footballeur puis arbitre et dirigeant sportif anglais. Président de la FAF de 1874 à 1879. († 21 avril 1900).